# Isergebirgslauf

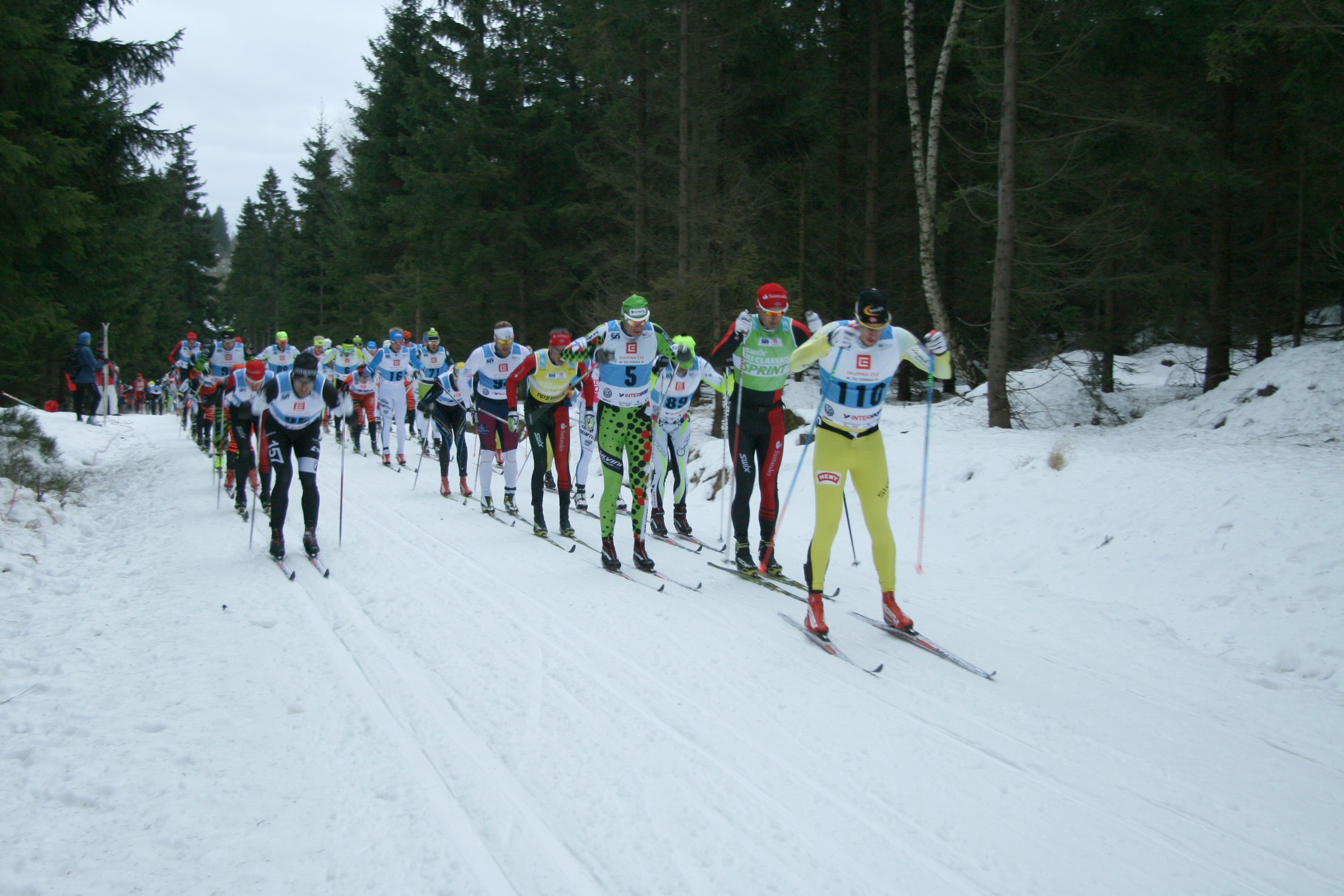
Isergebirgslauf 2015, die Spitze der Elitegruppe der Herren ca. 300 m nach dem Start

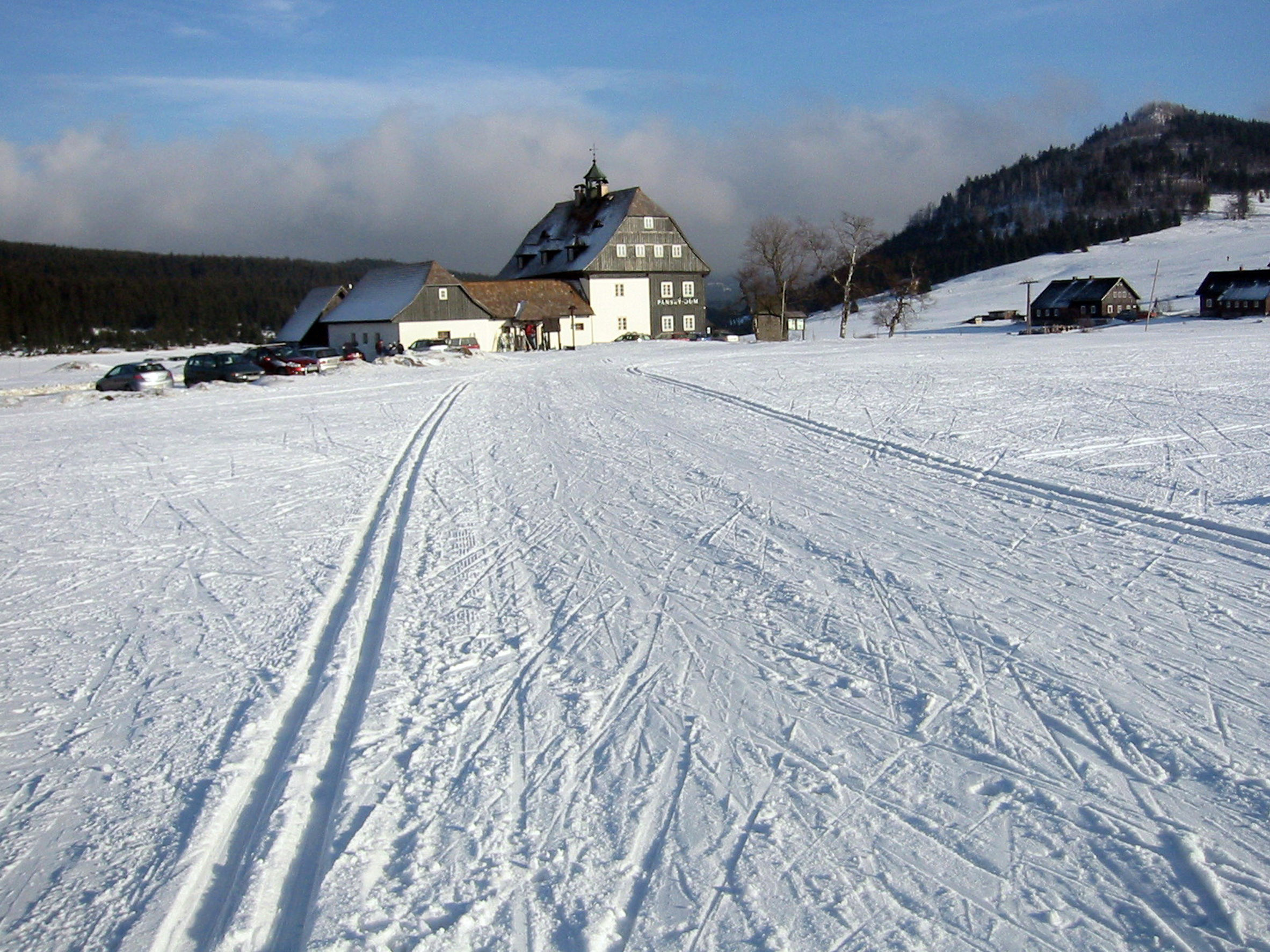
Skimagistrale in Jizerka

Der Isergebirgslauf (tschechisch Jizerská padesátka) ist ein Skimarathon mit Start und Ziel in Bedřichov und seit 2000 einer von aktuell zwanzig Läufen der Worldloppet-Serie. Der Hauptlauf führt über 50 km und wird in klassischer Technik ausgetragen.

## Geschichte
Der Isergebirgslauf soll als Testlauf zur Überprüfung der Leistungsfähigkeit der Bergsteiger von TJ Lokomotiva Liberec Ende der 1960er Jahre entstanden sein, welche sich so auf die Expeditionen ins Hochgebirge vorbereiteten.
Der erste offizielle Lauf wurde am 20. Januar 1968 mit 56 Läufern durchgeführt. Die Strecke führte quer über das Isergebirge von Bedřichov nach Kořenov und zurück. Der erste Sieger war Josef Driml vom TJ Lokomotiva Liberec. Beim dritten Lauf im Jahr 1970 beteiligten sich schon 194 Läufer. Dieser Lauf gelangte deshalb zu einer traurigen Berühmtheit, weil alle Teilnehmer der Bergsteigerexpedition zum Huascarán in Peru, die an dem Lauf teilnahmen, dort vier Monate später unter einem gewaltigen Erdrutsch den Tod fanden. So wurde der Lauf ab dem vierten Jahr als Memorial Expedition Peru 70 durchgeführt. Seitdem wuchs die Popularität weiter, so dass im Jahr 1977 7.863 Teilnehmer an den Start gingen. Nach der politischen Wende 1989 sank die Teilnehmeranzahl deutlich ab, konnte sich aber in den letzten Jahren bei über 4.000 Teilnehmern stabilisieren. Im Jahr 1995 wurde der Lauf in die Euroloppet-Serie aufgenommen, ist aber inzwischen nicht mehr Bestandteil der Serie. Das Skirennen wurde im Jahr 1999 bei der jährlich abgehaltenen Generalversammlung des Worldloppet in Hayward, Wisconsin, (USA) in die Organisation aufgenommen. Seit den 2000er Jahren wird der Lauf vom Erfolg skandinavischer Sportler dominiert. Der Isergebirgslauf war wiederholt Bestandteil des Skilanglauf-Marathon-Cups und gehört seit 2011 zur Rennserie Ski Classics.
Seit 2002 wird der Rundkurs über 50 km mit derselben Streckenführung, die an Jizerka und der Baude Smědava (Wittighaus) vorbeiführt, veranstaltet. Die Starthöhe (niedrigster Punkt) am Skistadion in Bedřichov liegt bei 740 m über NN, der höchste Punkt zwei Kilometer westlich des Berges Jizera bei über 1000 m ü. NN. Neben dem Hauptlauf gibt es noch einen Lauf über 30 km in der Skatingtechnik und einen Lauf in klassischer Technik über 25 km.
2016 wurde das Rennen wegen Schneemangels auf einem relativ kurzen Rundkurs ausgetragen. Die Teilnehmer am Hauptlauf wurden in mehrere Startgruppen eingeteilt, deren Starttermine über das Wochenende verteilt waren. Die Läufer der Elitegruppe hatten eine 3,4 km lange Runde 15 mal zu durchlaufen, wobei die Zahl 15 für die Zahl der im Jahre 1970 verunglückten Expeditionsteilnehmer steht, denen mit dem Lauf gedacht werden soll. Alle übrigen Starter hatten vier Runden zu laufen. Es wurde beschlossen, dass künftig die Startnummern 1 bis 15 im Andenken an die verunglückten Bergsteiger nicht mehr vergeben werden.
Der Lauf musste sechsmal (1988, 1990, 1998, 2007, 2014 und 2024) wegen Schneemangels abgesagt werden. 

## Siegertabelle (Hauptlauf)
| Jahr | km                           | Sieger                       | Zeit (h)                     | Siegerin                     | Zeit (h)                     |
| ---- | ---------------------------- | ---------------------------- | ---------------------------- | ---------------------------- | ---------------------------- |
| 2025 | 50                           | Ole Jørgen Bruvoll           | 1:51:16                      | Anikken Gjerde Alnæs         | 2:09:24                      |
| 2024 | wegen Schneemangels abgesagt | wegen Schneemangels abgesagt | wegen Schneemangels abgesagt | wegen Schneemangels abgesagt | wegen Schneemangels abgesagt |
| 2023 | 50                           | Kasper Stadaas               | 2:05:50                      | Magni Smedås                 | 2:28:44                      |
| 2022 | 50                           | Andreas Nygaard -3-          | 1:56:20                      | Ida Dahl                     | 2:12:25                      |
| 2021 | 50                           | Emil Persson                 | 2:02:27                      | Lina Korsgren -2-            | 2:18:39                      |
| 2020 | 50                           | Andreas Nygaard -2-          | 1:59:08                      | Britta Johansson Norgren -3- | 2:16:21                      |
| 2019 | 50                           | Andreas Nygaard              | 2:08:09                      | Lina Korsgren                | 2:27:22                      |
| 2018 | 50                           | Morten Eide Pedersen -3-     | 2:05:27                      | Britta Johansson Norgren -2- | 2:26:47                      |
| 2017 | 50                           | Morten Eide Pedersen -2-     | 1:55:53                      | Kateřina Smutná -2-          | 2:17:34                      |
| 2016 | 50                           | Petter Eliassen              | 2:12:35                      | Britta Johansson Norgren     | 2:38:27                      |
| 2015 | 45                           | Morten Eide Pedersen         | 1:46:29                      | Kateřina Smutná              | 2:06:34                      |
| 2014 | wegen Schneemangels abgesagt | wegen Schneemangels abgesagt | wegen Schneemangels abgesagt | wegen Schneemangels abgesagt | wegen Schneemangels abgesagt |
| 2013 | 50                           | Anders Aukland -3-           | 2:12:19                      | Walentyna Schewtschenko      | 2:36:15                      |
| 2012 | 50                           | Stanislav Řezáč -3-          | 2:21:49                      | Sara Svendsen                | 2:42:19                      |
| 2011 | 50                           | Anders Aukland -2-           | 2:05:40                      | Sandra Hansson -2-           | 2:36:49                      |
| 2010 | 50                           | Oskar Svärd -3-              | 2:14:39                      | Sandra Hansson               | 2:29:25                      |
| 2009 | 50                           | Marco Cattaneo -2-           | 2:12:37                      | Jenny Hansson -2-            | 2:40:47                      |
| 2008 | 50                           | Anders Aukland               | 2:12:32                      | Jenny Hansson                | 2:35:07                      |
| 2007 | wegen Schneemangels abgesagt | wegen Schneemangels abgesagt | wegen Schneemangels abgesagt | wegen Schneemangels abgesagt | wegen Schneemangels abgesagt |
| 2006 | 50                           | Marco Cattaneo               | 2:12:09                      | Cristina Paluselli -3-       | 2:32:39                      |
| 2005 | 50                           | Karl Gunnar Skjønsfjell      | 2:03:00                      | Cristina Paluselli -2-       | 2:24:27                      |
| 2004 | 50                           | Oskar Svärd -2-              | 2:11:26                      | Cristina Paluselli           | 2:32:51                      |
| 2003 | 50                           | Oskar Svärd                  | 2:10:08                      | Lara Peyrot                  | 2:37:27                      |
| 2002 | 50                           | Raul Olle                    | 2:07:24                      | Kamila Horáková-Bořutová     | 2:37:31                      |
| 2001 | 50                           | Stanislav Řezáč -2-          | 2:01:56                      | Jana Honskušová              | 2:19:22                      |
| 2000 | 50                           | Stanislav Řezáč              | 2:26:59                      | Lucie Kareisová              | 2:59:16                      |
| 1999 | 50                           | Luboš Buchta                 | 2:27:23                      | Lucie Samková -2-            | 2:53:20                      |
| 1998 | wegen Schneemangels abgesagt | wegen Schneemangels abgesagt | wegen Schneemangels abgesagt | wegen Schneemangels abgesagt | wegen Schneemangels abgesagt |
| 1997 | 50                           | Pavel Benc                   | 2:33:32                      | ?                            | ?                            |
| 1996 | 50                           | Martin Petrásek              | 2:14:17                      | Heidi Suchánková -2-         | 2:45:17                      |
| 1995 | 50                           | Jan Došla                    | 2:48:46                      | Martina Vondrová             | 3:15:34                      |
| 1994 | 50                           | Tomáš Čáslavský              | 2:50:55                      | Lucie Samková                | 3:37:27                      |
| 1993 | 50                           | Ondřej Valenta               | 2:38:06                      | Běla Podrábská               | 3:30:58                      |
| 1992 | 50                           | Aleš Vaněk                   | 2:27:52                      | Monika Bianchin              | 3:37:22                      |
| 1991 | 50                           | Miloš Bečvář                 | 2:44:58                      | Heidi Suchánková             | 3:35:00                      |
| 1990 | wegen Schneemangels abgesagt | wegen Schneemangels abgesagt | wegen Schneemangels abgesagt | wegen Schneemangels abgesagt | wegen Schneemangels abgesagt |

Quellen: 